# Isle of Wight Saturday Football League
De Isle of Wight Saturday Football League is een Engelse regionale voetbalcompetitie. De hoogste divisie bevindt zich op het 15de niveau in de Engelse voetbalpiramide. 